# John Patrick Barry
Pour les articles homonymes, voir John Barry et Barry.
John Patrick Barry (1892-1946) était un avocat et un homme politique canadien du Nouveau-Brunswick.

## Biographie
John Patrick Barry naît le 23 décembre 1892 à Chatham, au Nouveau-Brunswick. 
Il se lance en politique fédérale et est élu député libéral de la circonscription de Northumberland le 14 octobre 1935. Il se représente aux élections suivantes en 1940, mais il est cette fois battu par Joseph Leonard O'Brien.
John Patrick Barry meurt le 17 août 1946 à Chatham.